# Strangehaven
Strangehaven é uma série de revistas em quadrinhos criada e produzida por Gary Spencer Millidge. As 18 primeiras edições foram publicadas de forma independente pelo próprio Millidge entre 1995 e 2005, quando ele interrompeu a produção de novas histórias para se focar em outros trabalhos. Cada capítulo possuía de 20 a 30 páginas, e apresentava Alex Hunter, um homem que se descobria preso à uma cidade no interior da Inglaterra chamada "Strangehaven". Incapaz de sair do local, Alex se via envolvido em situações cada vez mais estranhas envolvendo desde a maçonaria até feitiçaria e alienígenas.
A série é conhecida tantos pelo elementos bizarros inseridos por Millidge nas histórias quanto pelo estilo fotorealista adotado em substituição ao traço de desenho convencional. Regularmante apontada como "Twin Peaks em quadrinhos", Millidge se inspiraria tanto na série de televisão para conceber a história de Strangehaven, como em obras como as séries inglesas The Prisoner e The Avengers. Artisticamente, a estética do surrealismo é uma grande influência para o autor, que pretendia inicialmente escrever uma "soap opera surrealista", mas eventualmente declararia em 2014, ao anunciar planos para retomar a publicações de novas histórias: "Eu queria que [as histórias] refletissem a vida real ao invés dos clichês e da previsibilidade das tramas de uma soap opera, por mais que os personagens fossem arquétipos satíricos. Sobre o tema da série, eu diria que é sobre a percepção que se tem da realidade, mas isso seria algo terrivelmente pomposo de se dizer". Em 1997, foi indicada ao Eisner de "Melhor Série".
A partir de outubro de 2014 novos capítulos possuindo de 13 a 16 páginas passariam a ser publicados na revista Meanwhile..., uma antologia de diferentes histórias em quadrinhos publicada bimestralmente. A previsão de Millidge é concluir a série em dois anos.